# Altbessingen
Altbessingen ist ein Gemeindeteil der Stadt Arnstein im unterfränkischen Landkreis Main-Spessart in Bayern.

## Geographie

### Lage
Das Pfarrdorf liegt etwa sechs Kilometer nördlich von Arnstein. Die durch den Ort führende Kreisstraße MSP 1 kreuzt westwärts die Staatsstraße St 2294 und führt nach Sachserhof. Im Osten mündet sie kurz vor Schwebenried in die St 2433.

### Nachbargemarkungen
Nachbargemarkungen im Uhrzeigersinn im Norden beginnend sind Neubessingen, Burghausen, Schwebenried, Büchold, Gauaschach und Wülfershausen.

## Geschichte
Die erste bekannte Erwähnung von Altbessingen erfolgte in einer Urkunde aus dem Jahr 804 als „Beinseggeswan“. Der Ortsname entwickelte sich zu „Beinsgesang“ (um 1317), im 16. Jahrhundert kam die Vorsilbe „Alt-“ dazu. Der Ort entstand wahrscheinlich aus einer alemannischen Siedlung. Die im Gemeindewald befindlichen Hünengräber stammen aus der Zeit der Bandkeramik und der Hallstattzeit. Mittelalterlichen Ursprungs ist der Burgstall Altbessingen; von der Anlage ist heute lediglich ein Grab erhalten.
Altbessingen war immer Bestandteil des Zentgerichts Arnstein, Amt Trimberg und war den Würzburger Fürstbischöfen unterstellt. Seit 1172 ist eine Pfarrei in Altbessingen nachgewiesen; im Jahr 1803 kamen die Filialen Gauaschach (bis 2000) und Neubessingen hinzu. Die jetzige Kirche entstand im Jahr 1614. Am 1. Juli 1974 wurde Altbessingen im Zuge der Gebietsreform in Bayer nach Arnstein eingemeindet.